# Josef Lechnir
Josef Lechnir (* 29. Oktober 1897 in Berchtesgaden; † 15. Juni 1982 in Bremerhaven) war ein deutscher Wasserspringer und Urologe.

## Leben
Während seines Studiums wurde Josef Lechnir Mitglied der Landsmannschaft Franconia Leipzig, nachdem er in Marburg bereits kurze Zeit der Landsmannschaft Hasso-Guestfalia angehört hatte.
Er startete für die Stillinge Dessau und wurde 1923, 1924 und 1927 deutscher Meister im Kunstspringen vom 3-Meter-Brett. Bei den Schwimmeuropameisterschaften 1926 gewann er in derselben Disziplin Silber hinter Arthur Mund. Er veröffentlichte nach dem Ende seiner aktiven Laufbahn mehrere Bücher zum Thema Kunstspringen.
Nach Abschluss seiner urochirurgischen Ausbildung in Dessau und Halle (Saale) war Dr. med. Lechnir von 1935 bis 1949 Chefarzt an der chirurgisch-urologischen Abteilung des Diakonissenkrankenhauses Dessau. 1950 verließ er Dessau und war bis 1964 Leitender Arzt einer 30-Betten-Abteilung am Krankenhaus Lehe in Bremerhaven. Lechnir war Mitglied der Deutschen Gesellschaft für Urologie. Von ihm stammte die Idee der ziehharmonikaartigen Kunststoff-Fläschchen zur Instillation.
Josef Lechnir war mit Dagmar Karla Odwiga von Natzmer (1910–1986), einer Nachkommin von Klaus Ludwig von Natzmer, verheiratet. Er starb 1982 im Alter von 84 Jahren und wurde auf dem Bremerhavener Friedhof in Wulsdorf beerdigt.

## Schriften
- Über einen Fall von Echinococcus des Herzens mit einer photographischen Abbildung. Dissertation. Univ. Leipzig 1923.
- Trockenspringen. Vorbereitungs-, Ergänzungs- u. Ersatzübgn f. d. Wasserspringer. Quelle & Meyer, Leipzig 1929.
- Handbuch des Wasserspringens. Selbstverlag, Dessau 1930.
- (mit Hanns Kefer) Schule des Wasserspringens. Limpert, Berlin 1936.